# Rasselatmung
Mit Rasselatmung, Rasselatmen, präfinalem oder terminalem Rasseln, auch Todesrasseln (englisch Death Rattle) genannt, wird eine geräuschvolle Atmung von Sterbenden in den letzten Stunden oder Tagen vor dem Tod bezeichnet.
Das Geräusch entsteht dadurch, dass die betroffenen Personen nicht mehr fähig sind, Speichel reflektorisch zu schlucken oder Schleim hochzuräuspern oder abzuhusten. Dies verursacht wiederum eine lockere Obstruktion (Einengung) in den Luftwegen (vom Glottisbereich bis zu den Hauptbronchien). Zudem können die schlaffen Schlundwände mit dem Atemstrom aneinander schlagen und für dieses Geräusch mit verantwortlich sein.
Betroffene Patienten sind häufig sehr geschwächt und bewusstseinseingeschränkt bis hin zur Bewusstlosigkeit. Es wird angenommen, dass Rasselatmung vom Sterbenden nicht als belastend wahrgenommen wird. Atemnot oder Erstickungsgefahr besteht nicht, solange die Einatmung frei ist. Angehörige glauben manchmal, in einer länger anhaltenden Rasselatmung den Beleg für Beschwerden und eine Untätigkeit der Behandler zu erkennen. Eine entsprechende, taktvolle Aufklärung ist in aller Regel hilfreich. Da Rasselatmung als Hinweis auf einen baldigen Tod anwesende Mitpatienten sehr belasten kann, ist das mit ein Grund, warum Sterbende in Krankenhäusern in der Regel in Einzelzimmer gebracht werden.

## Pathophysiologie
Die Sekretion von Speichel beziehungsweise Schleim erfolgt durch die Speicheldrüsen und die bronchiale Schleimhaut. Der Verlust des Schluck- und Hustenreflexes bewirkt eine Ansammlung der Sekrete in Rachen (Oropharynx) und Bronchien.

## Erscheinungsformen
Nach Bennett unterscheidet man zwei Typen des Rasselatmens.

### Typ I
Typ I des Rasselatmens entsteht durch eine erhöhte Speichelsekretion in den letzten Stunden eines bewusstlosen oder bewusstseinsgetrübten Patienten. Der Verlust des Schluckreflexes tritt plötzlich ein.
Diese Form des Rasselatmens zeichnet sich durch ein besseres Ansprechen auf Anticholinergika aus.

### Typ II
Typ II des Rasselatmens zeichnet sich durch eine überwiegend bronchiale Schleim-Sekretion aus, die über mehrere Tage gebildet wird. Der meist wache Patient ist dabei durch die zunehmende Schwäche nicht mehr in der Lage, wirksam zu husten. Die Wahrscheinlichkeit einer Lungenentzündung (Pneumonie) ist dabei sehr groß.
Je größer der zeitliche Abstand zwischen der Unfähigkeit des Abhustens und dem Versterben ist, desto eher entwickelt sich der Typ II.

## Häufigkeit
Das Rasselatmen ist das am häufigsten beobachtete Symptom während der letzten Stunden im Leben eines Menschen. Etwa 56 bis 92 % der sterbenden Menschen bekommen in dieser Phase Rasselatmung.

## Behandlungsindikationen
Während die Sterbephase unter Exsikkose (Austrocknung durch Flüssigkeitsmangel und als Folge weniger Sekret und Rasselatmung) als nicht quälend beschrieben wird, erzeugt das mitunter laut brodelnde, gurgelnde oder rasselnde Atmungsgeräusch den Anschein eines qualvollen Todeskampfes. Wirken dabei aber die Gesichtszüge entspannt, ist die Atmung frei und nicht angestrengt, so ist eine Behandlung nicht nötig. Zeigen sich dagegen Zeichen von Stress, ist eine palliativpflegerische beziehungsweise palliativmedizinische Behandlung angezeigt.
Auf anwesende Angehörige oder Pflegende können die Geräusche unangenehm, beunruhigend und bedrohlich wirken; manche befürchten, dass der Patient erstickt. So kann sich eine schon bestehende Stresssituation dadurch möglicherweise verschärfen. Aufgabe des betreuenden Personals ist daher vor allem Information über Ursache und Verlauf der Rasselatmung sowie über Belastung und Effektivität bestimmter symptomatischer Behandlungsmöglichkeiten.

## Behandlung
Eine Einschränkung der Flüssigkeitszufuhr kann die Dauer bzw. Intensität des Rasselatmens möglicherweise verkürzen bzw. lindern.
Es wurde schon sehr früh versucht, die Rasselatmung durch Absaugen einzudämmen. Diese Maßnahme ist jedoch nur dann sinnvoll, wenn das Einatmen durch starke Sekretion behindert wird. Sonst verursacht das Absaugen möglicherweise mehr Schaden als Nutzen, da mit dem Absaugkatheter das sich tief in der Luftröhre beziehungsweise den Bronchien befindliche Sekret nicht erreicht werden kann. Stetiges Absaugen führt daher lediglich zu einer erhöhten Sekretproduktion und kann zusätzlich Blutungen auslösen. Außerdem ist es eine für den Patienten unangenehme Prozedur. Somit ist es wichtig, den Angehörigen zu erklären, dass das Rasselatmen ein typisches Symptom der Endphase ist und der Patient dabei im Allgemeinen keine Luftnot hat.
Eine medikamentöse Therapie beruht vor allem auf der Gabe von Anticholinergika:
Die subkutane Gabe von Scopolamin, das neben dem antisalivatorischen Effekt (Hemmung der Speichelproduktion) auch einen sedierenden hat, wird von einigen Autoren als Behandlung vorgeschlagen und häufig auch so durchgeführt. Die Ergebnisse zweier Studien sind bezüglich der Wirksamkeit allerdings widersprüchlich. Zumindest für den Typ I des Rasselatmens scheint die Wirksamkeit eher zweifelhaft zu sein. Glycopyrroniumbromid bewirkt offensichtlich eine deutlich stärkere Verringerung des Todesrasselns als Scopolamin. Weitere einsetzbare Medikamente sind Butylscopolamin und Atropin.
Liegt eine Rasselatmung vom Typ II vor, kann eine Umlagerung des Patienten, beispielsweise von der Rücken- in die Seitenlage, durch Umverteilung des Sekrets die Geräuschentwicklung verringern.